# Zsakaroczvölgyi Iparvasut Nr. 1 und 2
Die Nr. 1 und 2 waren meterspurige Zahnrad-Dampflokomotiven der Zsakaroczvölgyi Iparvasut (Industriebahn Žakarovce) im damaligen Oberungarn.

## Geschichte
Die beiden Lokomotiven wurden 1884 mit den Fabriknummern 2052 und 2053 von der Maschinenfabrik Esslingen geliefert.
Nach der Stilllegung der Erzbahn 1899 gab es für die Lokomotiven keine Verwendung mehr. Eine gelangte 1902 nach Štrba zur Csorbasee-Zahnradbahn in der Hohen Tatra, wo sie aber vermutlich nicht mehr zum Einsatz kam. 1910 wurden beide Fahrzeuge an die Wiener Niederlassung von Orenstein & Koppel verkauft, ihr weiterer Verbleib ist unbekannt.
Ähnliche Lokomotiven nach gleichen Konstruktionsplänen wurden später von der Lokomotivfabrik Floridsdorf auch für die Csorbasee-Zahnradbahn und die Achenseebahn in Österreich gefertigt. Bei der Achenseebahn sind sie bis heute in Betrieb.

## Technische Merkmale
Wie bei Zahnraddampflokomotiven vielfach üblich, arbeitete die Zweizylinder-Nassdampfmaschine auf ein Vorgelege. Die mittig angeordnete Zahnradachse diente auch der Kraftübertragung auf die beiden normalen Treibachsen für den Adhäsionsbetrieb mittels Kuppelstangen.
Drei voneinander unabhängige Bremssysteme gewährleisteten einen sicheren Betrieb auf der Zahnradstrecke. Die bei Zahnraddampflokomotiven übliche Riggenbach-Gegendruckbremse diente als Beharrungsbremse bei Talfahrt. Am Vorgelege befand sich eine Rillenbandbremse, die als zusätzliche Betriebsbremse zum Anhalten und Sichern des Zuges diente. Auf das Bremszahnrad wirkte eine Rillenklotzbremse. Alle drei Systeme waren für sich in der Lage, einen kompletten Zug in der Steilstrecke zu halten.